# EastBox Digital
EastBox Digital je nerealizovaný projekt satelitní platformy pro slovenský a český televizní trh, připravovaný v letech 2001 až 2003. Zákazníci měli mít prostřednictvím služby přístup k 18 televizním programům různého zaměření.

## Vývoj projektu
Za projektem stáli například bývalý ministerský rada pro audiovizi a média Ministerstva kultury SR Lubomír Fifik, český herec Aleš Jarý a slovenský podnikatel Siloš Pohanka mladší. Brněnská firma EastBox DIGITAL s.r.o., vlastněná v roce 2001 švýcarskou společností New Media Investment, získala v prosinci 2001 od české Rady pro rozhlasové a televizní vysílání licenci, jako původní termín startu byl stanoven 11. leden 2003, firma však později požádala o odklad, který byl podle ní nutný kvůli uzavření výrobního závodu původně sjednávaného dodavatele set-top-boxů; vysílací rada souhlasila s odložením spuštění platformy na 1. prosinec 2003.
Začátkem března 2003 byla ze satelitu Eutelsat W2 na pozici 16°E několik hodin vysílána smyčka informující o připravovaných televizních stanicích; na začátku září téhož roku pak byla zveřejněna internetová stránka www.eastbox.sk, informující mj. opět o připravovaných programech a o plánovaných cenových podmínkách služby – měsíční poplatek za využívání služby měl být ve výši 350 Kč (konkurenční UPC Direct nabízela svou základní nabídku za 555 Kč měsíčně).
Těsně před plánovaným startem 1. prosince adresoval Aleš Jarý jako jednatel firmy vysílací radě dopis s žádostí o zrušení licence kvůli technicko-organizačním překážkám nezpůsobených provozovatelem.

## Programová nabídka
Služba měla nabízet 18 televizních programů různých žánrů. Provozovatel počítal například s kanály Actionbox, Comedybox, Romantik, Scifibox, rodinným kanálem Čokoláda nebo hudebním, vzdělávacím, soutěžním a diskusním kanálem Džus. V rámci programové nabídky se měly objevit rovněž zpravodajská stanice ČSTV, odbavovaná částečně z vysílacích prostor v Praze a Bratislavě, kanál Venkov připravovaný ve spolupráci s místními televizními stanicemi nebo na zahraniční zpravodajství a publicistiku orientovaný Newsbox. Všechny nabízené televizní stanice měly být zřejmě připravovány přímo provozovatelem, protože v době přípravy projektu stanice s uvedenými názvy nikde v rámci satelitního vysílání neexistovaly.

## Ohlasy
Realizace služby by znamenala vytvoření konkurence pro UPC Direct, tehdy jedinou placenou satelitní platformu v oblasti. UPC Direct těsně před plánovaným spuštěním EastBox Digital na podzim 2003 rozšířila svou programovou nabídku o stanice HBO2 a TV Prima.
Web Parabola.cz po oznámení vrácení vysílací licence okomentoval projekt EastBox Digital jako zajímavý, ale již od počátku nerealizovatelný. Další web RadioTV.cz ve svém článku z roku 2011 ale zhodnotil programové plány provozovatele jako z technologického a ekonomického hlediska již teoreticky uskutečnitelné.